# San Miguel Montecillos
San Miguel Montecillos är en ort i Mexiko.   Den ligger i kommunen Huetamo och delstaten Michoacán de Ocampo, i den södra delen av landet, 220 km väster om huvudstaden Mexico City. San Miguel Montecillos ligger 366 meter över havet och antalet invånare är 472.
Terrängen runt San Miguel Montecillos är kuperad. Runt San Miguel Montecillos är det ganska glesbefolkat, med 23 invånare per kvadratkilometer. Närmaste större samhälle är Huetamo de Núñez, 19,3 km öster om San Miguel Montecillos. I omgivningarna runt San Miguel Montecillos växer huvudsakligen savannskog.